# Lantaloon
Lantaloon è il terzo album del gruppo musicale inglese Dando Shaft, pubblicato dalla RCA Victor Records nel 1972.

## Tracce
Lato A
1. Road Song – 3:34 (Dando Shaft)
2. Is It Me ? – 3:53 (Dando Shaft)
3. Down to You, Up to Me – 3:09 (Dando Shaft)
4. Melancholic Fervour (It's Only Us) – 3:44 (Dando Shaft)
5. It Was Good – 2:30 (Dando Shaft)

Lato B
1. The Harp Lady I Bombed – 4:51 (Dando Shaft)
2. The Black Prince of Paradise – 2:42 (Dando Shaft)
3. When I'm Weary – 3:37 (Dando Shaft)
4. I Heard Somewhere – 2:39 (Dando Shaft)
5. Magnetic Beggar – 4:16 (Dando Shaft)

## Musicisti
- Martin Jenkins  - mandolino, chitarra, violino, voce
- Kevin Dempsey  - chitarra, voce, basso
- Polly Bolton  - voce
- Dave Cooper  - chitarra, voce
- Roger Bullen  - basso
- Ted Kay  - tabla, percussioni